# Back in Your Arms
 (mars 2022).
La mise en forme du texte ne suit pas les recommandations de Wikipédia : il faut le « wikifier ».
Les points d'amélioration suivants sont les cas les plus fréquents :
- Les titres sont pré-formatés par le logiciel. Ils ne sont ni en capitales, ni en gras.
- Le texte ne doit pas être écrit en capitales (les noms de famille non plus), ni en gras, ni en italique, ni en « petit »…
- Le gras n'est utilisé que pour surligner le titre de l'article dans l'introduction, une seule fois.
- L'italique est rarement utilisé : mots en langue étrangère, titres d'œuvres, noms de bateaux, etc.
- Les citations ne sont pas en italique mais en corps de texte normal. Elles sont entourées par des guillemets français : « et ».
- Les listes à puces sont à éviter, des paragraphes rédigés étant largement préférés. Les tableaux sont à réserver à la présentation de données structurées (résultats, etc.).
- Les appels de note de bas de page (petits chiffres en exposant, introduits par l'outil «  Source ») sont à placer entre la fin de phrase et le point final[comme ça].
- Les liens internes (vers d'autres articles de Wikipédia) sont à choisir avec parcimonie. Créez des liens vers des articles approfondissant le sujet. Les termes génériques sans rapport avec le sujet sont à éviter, ainsi que les répétitions de liens vers un même terme.
- Les liens externes sont à placer uniquement dans une section « Liens externes », à la fin de l'article. Ces liens sont à choisir avec parcimonie suivant les règles définies. Si un lien sert de source à l'article, son insertion dans le texte est à faire par les notes de bas de page.
- La présentation des références doit suivre les conventions bibliographiques. Il est recommandé d'utiliser les modèles {{Ouvrage}}, {{Chapitre}}, {{Article}}, {{Lien web}} et/ou {{Bibliographie}}. Le mode d'édition visuel peut mettre en forme automatiquement les références.
- Insérer une infobox (cadre d'informations à droite) n'est pas obligatoire pour parachever la mise en page.

Pour une aide détaillée, merci de consulter Aide:Wikification.
Si vous pensez que ces points ont été résolus, vous pouvez retirer ce bandeau et améliorer la mise en forme d'un autre article.
 (mars 2022).
Si vous disposez d'ouvrages ou d'articles de référence ou si vous connaissez des sites web de qualité traitant du thème abordé ici, merci de compléter l'article en donnant les références utiles à sa vérifiabilité et en les liant à la section « Notes et références ».
Albums de Amanda Lear
Alter Ego Tendance
Singles
1. Follow Me et Tomorrow
Sortie : 23 novembre 1998
2. Queen of Chinatown
Sortie : 25 mai 1999
3. 'I'll miss you
Sortie : 28 juin 1999

Back in Your Arms est le douzième album studio d'Amanda Lear qui y réinterprète et réenregistre ses plus grands succès. Il est paru en 1998.

## Historique
L'album est sorti par le label Dig It Int'l en mai 1998 uniquement sur le marché italien où il a rencontré un succès commercial limité.
Il devait ensuite sortir dans toute l'Europe en septembre sous le nom de Number 10.
Mais à la place en octobre 1998 le label allemand BMG-Ariola l'édite sous le titre Amanda '98 - Follow Me Back in My Arms. Étant donné que la société allemande détenait les droits sur le premier catalogue de Amanda Lear, ils ont remplacé la plupart des réinterprétations italiennes par des enregistrements originaux de l'ère disco et ajouté des morceaux non inclus sur son prédécesseur italien, comme le nouveau remix de la version originale de "Blood and Honey" et le remix de " Gold " réalisé par Ian Levine en 1989. En octobre et novembre 1998, l'album est ainsi sorti dans de nombreux pays européens.
Deux singles de Back in Your Arms sont sortis, tous deux en Maxi vinyle 12" uniquement sur le marché italien. La double face A avec de nouveaux enregistrements de Follow Me et Tomorrow est sortie fin 1998. Le maxi 45T 12" contenant quatre mixes du réenregistré "Queen of Chinatown" a suivi à l'été 1999. Pour promouvoir Amanda '98 - Follow Me Back in My Arms, BMG-Ariola Allemagne a sorti le CD single Blood and Honey (New Remix '98) fin août 1998 en Allemagne et dans le reste de l'Europe continentale. Plus tard cette année-là, I'll miss you est sorti en tant que single promotionnel sur CD.

## Compléments
Les droits d'édition des neuf réenregistrements de Dig It Int'l ont ensuite été acquis par la société allemande Siebenpunkt Verlags GmbH, une filiale de ZYX Music /Mint Records. Les droits de fabrication ont ensuite été concédés sous licence à un grand nombre de labels européens de prix moyen, tels que Arcade Records, Brioche Edizioni Musicali, Falcon Neuen Medien, LaserLight Digital, Jaba Music, Edel Music et bien d'autres. Les droits de ces enregistrements ont également été rachetés à deux reprises par des filiales des soi-disant «Big Four record labels» : Carosello (un sous-label d'Universal Music Group, Italie) pour I'm a Mystery – The Whole Story, et Puzzle Productions (Sony BMG, France) pour Follow me (1999).
Par conséquent, ces morceaux ont été reconditionnés et réédités sur le marché européen, généralement couplés à des enregistrements datant des années 1980 et 1990, comme étant les "plus grands succès" de A Lear.
Les versions de 1998 sont également régulièrement présentées sur diverses compilations d'artistes, encore une fois généralement publiées par de petites maisons de disques européennes. Si ces neuf chansons font effectivement partie des plus grands succès de A Lear, les versions contenues sur ces compilations ne sont pas les enregistrements originaux réalisés à Munich dans les années 1970 avec le producteur Anthony Monn, mais celles de Back in Your Arms, enregistré une vingtaine d'années plus tard, un fait que ces entreprises omettent généralement de mentionner dans leurs notes de pochette. Les versions originales d'Ariola ne sont en règle générale disponibles que sur les albums et compilations publiés ou sous licence par Sony BMG Germany.
Dans plusieurs interviews, Amanda Lear a clairement indiqué qu'elle n'avait aucun contrôle sur la publication de toutes ces compilations. Les seules rétrospectives de carrière à avoir été à la fois approuvées et promues par A Lear sont Forever Glam! sorti alors qu'elle célébrait son trentième anniversaire dans le monde de la musique. Sings Evergreens auquel elle a contribué pour les notes sur la pochette, et le coffret de trois disques d'enregistrements Ariola, The Sphinx - Das Beste aus den Jahren 1976–1983.

## Titres

### Édition originale:Back in Your Arms
| No  | Titre                                      | Auteurs et compositeurs                                                         | Durée |
| --- | ------------------------------------------ | ------------------------------------------------------------------------------- | ----- |
| 1.  | These Boots Are Made for Walking           | Lee Hazlewood                                                                   | 4:31  |
| 2.  | Follow Me                                  | Amanda Lear, Anthony Monn                                                       | 4:09  |
| 3.  | The Sphinx                                 | Amanda Lear, Anthony Monn                                                       | 4:41  |
| 4.  | Tomorrow                                   | Amanda Lear, Rainer Pietsch                                                     | 3:40  |
| 5.  | I'll Miss You                              | Ignazio Polizzy, Claudio Natili, Marcello Ramoino, Amanda Lear, Helmuth Schmidt | 3:17  |
| 6.  | Enigma (Give me a little Mmh)              | Amanda Lear, Rainer Pietsch                                                     | 4:24  |
| 7.  | Queen of Chinatown                         | Amanda Lear, Anthony Monn                                                       | 4:15  |
| 8.  | Fashion Pack (Studio 54)                   | Amanda Lear, Anthony Monn                                                       | 3:40  |
| 9.  | Blood and Honey                            | Amanda Lear, Anthony Monn                                                       | 4:50  |
| 10. | Fabulous Lover, Love Me                    | Amanda Lear, Rainer Pietsch                                                     | 4:17  |
| 11. | Muscle Man (Piano Version) (version piano) | Amanda Lear, Helmuth Schmidt, Michael Gordon                                    | 4:15  |
| 12. | This Man (Dali's Song) (RMX)               | Amanda Lear, Michael Gordon                                                     | 4:16  |
| 13. | Just a gigolo                              | Irving César, Léonello Casucci                                                  | 2:19  |
| 14. | Angel Love (Club Mix)                      | Amanda Lear, Helmuth Schmidt, Michael Gordon, Jens Jordan                       | 3:48  |
| 15. | Tomorrow ('98 Dance Version)               | Amanda Lear, Rainer Pietsch                                                     | 6:14  |

### Réédition:Amanda '98 - Follow Me Back in My Arms
| No  | Titre                                        | Auteurs et compositeurs                                                         | Durée |
| --- | -------------------------------------------- | ------------------------------------------------------------------------------- | ----- |
| 1.  | Follow Me (9T8 Remake)                       | Amanda Lear, Anthony Monn                                                       | 4:01  |
| 2.  | Blood & Honey (New Remix Version)            | Amanda Lear, Anthony Monn                                                       | 3:59  |
| 3.  | I'll Miss You (Love Version)                 | Ignazio Polizzy, Claudio Natili, Marcello Ramoino, Amanda Lear, Helmuth Schmidt | 3:34  |
| 4.  | "Never Trust a Pretty Face"                  | Amanda Lear, Anthony Monn                                                       | 4:45  |
| 5.  | Angel Love (Radio Mix)                       | Amanda Lear, Helmuth Schmidt, Michael Gordon, Jens Jordan                       | 3:47  |
| 6.  | Blue Tango                                   | Amanda Lear, Leroy Anderson                                                     | 2:43  |
| 7.  | Queen of Chinatown (Opium Dense Mix)         | Amanda Lear, Anthony Monn                                                       | 3:59  |
| 8.  | Lili Marleen                                 | Norbert Schultze, Hans Leip, Tommie Connor                                      | 4:40  |
| 9.  | These Boots Are Made for Walking (Bang! Mix) | Lee Hazlewood                                                                   | 4:10  |
| 10. | Mother, Look What They've Done to Me         | Amanda Lear, Anthony Monn                                                       | 4:32  |
| 11. | Muscle Man (Heartbeat Version)               | Amanda Lear, Helmuth Schmidt, Michael Gordon                                    | 3:39  |
| 12. | The Lady in Black                            | Amanda Lear, Anthony Monn                                                       | 3:36  |
| 13. | Gold                                         | Amanda Lear, Charly Ricanek                                                     | 3:45  |
| 14. | Tomorrow ('98 Radio Version)                 | Amanda Lear, Rainer Pietsch                                                     | 4:00  |

## Equipe
- Amanda Lear - voix
- Walter Bassani - producteur de disques (piste 15)
- Mara Biella - chœurs
- Jane Bogart - chœurs
- Robert Bohlen — mixage
- Piero Cella - guitare
- Ulli Essmann - chœurs
- Michael Gordon - producteur de disques, mixage
- Charles Hörnemann - guitare
- Sandrina Löscher — chœurs
- Maria Martinengo - chœurs
- NI4NI — chœurs
- Klaus Roeschlisberger — photographie de la pochette.

## Historique des versions
| Date           | Pays           | Format et édition                                     | Label        |
| -------------- | -------------- | ----------------------------------------------------- | ------------ |
| 20 mai 1998    | Italie         | CD, cassette (Back in My Arms)                        | Dig It Int'l |
| 5 octobre 1998 | Allemagne      | CD, cassette (Amanda '98 - Follow Me Back in My Arms) | BMG-Ariola   |
| 1998           | Afrique du Sud | CD (Amanda '98 - Follow Me Back in My Arms)           | BMG-Ariola   |